# Unicum
Unicum-zwack je maďarský bylinný likér, alkoholický nápoj, jenž se řadí mezi kořeněné bittery. Má hořkou chuť, získanou ze 40 léčivých rostlin. Je vyroben výhradně z přírodních látek. Tento likér dozrává několik měsíců v dubových sudech. Obsahuje 40 % alkoholu. Recept je dodnes silným tajemstvím, zná ho jen pár členů rodiny Zwacků. Kvůli léčivému účinku v počátečním období byl na lahvi použit i červený kříž, znak mezinárodní organizace Červený kříž, ale později kvůli licenčním finančním důvodům se toho vzdal. Nyní se používá pouze přirovnání. V poslední době je v některých zemích (např. Kanada) nápoj k dostání také v lékárnách. Sláva lékařského nápoje Unikum obletěla celý svět a nyní se vyváží na všechny kontinenty. Kromě základního, tradičního nápoje existují ještě tři další verze: s doplňkovou švestkou (Unicum szilva), s kávou (Unicum barista) a s Tokaja asuo (Unicum Riserva). Poslední z nich je opravdová specialita, skutečně je to nějaká kombinace Unikum a slavného, maďarského jedinečného vína, koncentrovaného, šestidejného tokajského asu. V továrně je výstavní síň, muzeum - a pro zájemce je možné navštívit i pracovní, výrobní sklep, kde si můžete všechny druhy Unikum nejen prohlédnout, ale i ochutnat. Během evropských politických změn v letech 1987-89 se pan Péter Zwack mezi prvními vrátil do Maďarska a svou továrnu znovu odkoupil od maďarského státu. Po znovusjednocení byla italská továrna rozebrána a Unicumo je z budapešťské továrny dodáváno do světa ve slavné, kulovité láhvi, tradičně používané již 200 let. Při výrobě nápoj zraje 6 měsíců v dubových sudech.

## Historie
Podle legendy měl v roce 1790 tehdejší král Josef II. bolestivou žaludeční chorobu a jeden z jeho lékařů, Dr. Zwack, připravil trávicí nápoj – směs několika hořkých léčivých bylin – která měla magický účinek. Potom mu císař řekl (německy): "Dr. Zwack, das ist ein Unicum." (Pane Zwacku, to je unikát!) - a to slovo zůstalo jako název nápoje. Potomek lékaře pan József Zwack otevřel v roce 1840 v Budapešti palírnu, která byla zcela odlišná od tehdejších továren na výrobu nápojů. V roce 1895 získala společnost titul „Císařský a královský dvorní dodavatel“ a společnost vlastnila tehdy největší lihovarskou kapacitu ve střední Evropě. Po druhé světové válce, v socialismu továrnu sebrali, znárodnili. Rodině Zwacků se podařilo uprchnout ze země a vzít si s sebou pravou, tajnou recepturu nápoje, což je máčací a destilační směs 40 léčivých bylin. Rodina se usadila v Itálii a v roce 1969 tam postavila novou továrnu. Bez skutečné receptury mohli v maďarské továrně vyrobit jen nějakou napodobeninu Unikum, bez skutečných léčivých účinků a ne se skutečnou chutí. Maďarská továrna vyvážela svou napodobeninu do tehdejšího socialistického světa a italská továrna dodávala nápoj do západního, kapitalistického světa.